# Traugott von Saltzwedel
Traugott Ernst Robert von Wienskowski genannt von Saltzwedel (* 11. Juni 1859 auf Gut Bronikowen bei Sensburg, Ostpreußen; † 1940 wohl in Potsdam) war ein deutscher Architekt und preußischer Baubeamter sowie Ehrenritter des Johanniterordens.

## Leben

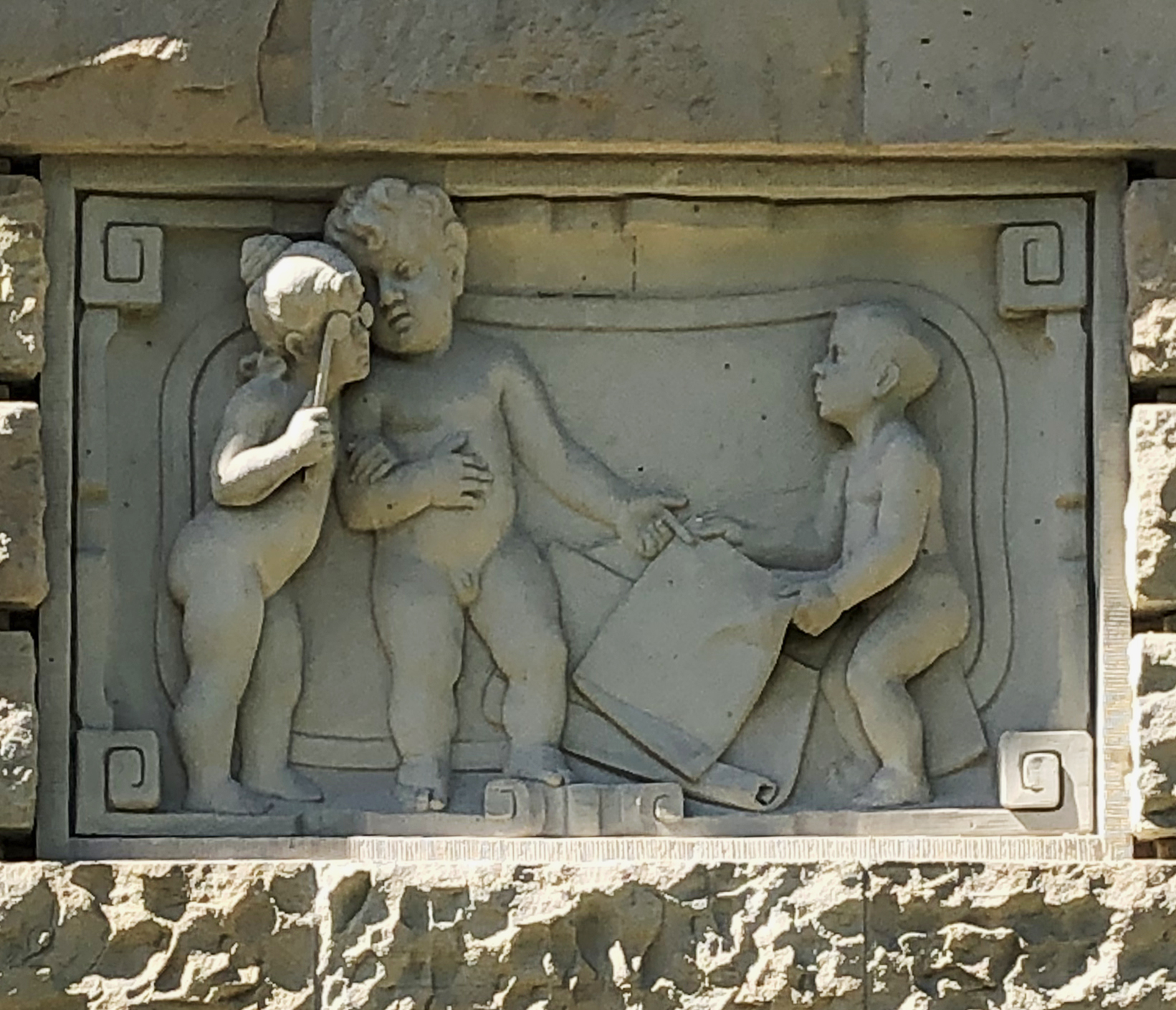
Josef Körschgen: Puttenrelief (nach mündlicher Überlieferung das Präsidentenpaar Margarete und Francis Kruse mit ihrem Architekten Traugott von Saltzwedel beim Studium der Baupläne) an der Rückseite des Gebäudes der Bezirksregierung, Kurt-Baurichter-Straße 2, Düsseldorf-Pempelfort

Er entstammte einem westpreußischen Adelsgeschlecht und war der Sohn des preußischen Regierungspräsidenten Wilhelm von Saltzwedel (1820–1882) und dessen erster Ehefrau Karoline (Lina) geb. Vanselow (1825–1872). Sein Onkel war der preußische Regierungspräsident Gustav von Saltzwedel (1808–1897).
Saltzwedel heiratete am 10. Februar 1885 in Berlin Gertrud Johanna von Enckevort (* 7. Juli 1859 auf Gut Gartz, Landkreis Pyritz), die Tochter des Gutsbesitzers Emil Hermann von Enckevort (1824–1880) und der Johanna Balcke (1838 – nach 1928). Das Ehepaar lebte (erwähnt vor 1907 und um 1928) in Potsdam (Mangerstraße 27) und hatte drei Töchter.
Traugott von Saltzwedel war Mitglied im Architekten-Verein zu Berlin (AVB). Neben seiner beruflichen Tätigkeit als Baubeamter trat er auch durch seine Zeichnungen von Potsdamer Architekturdetails hervor.

## Werk (Auswahl)
- 1898–1903: Regierungsgebäude in Frankfurt (Oder), heute Teil der Europa-Universität Viadrina, Große Scharrnstraße 59[2]
- 1907–1911: Regierungspräsidium in Düsseldorf, Cecilienallee 2[3]

## Schriften
- Die Entwicklung der Potsdamer Bürgerhäuser. o. O., o. J.
- Regierungspräsidium Düsseldorf. Beschreibung des Neubaus. In: Annalen des Historischen Vereins für den Niederrhein. Verlag Schmitz & Olbertz, Düsseldorf 1913, Seite 181.